# U-438 (tàu ngầm Đức)
U-438 là một tàu ngầm tấn công  Lớp Type VII thuộc phân lớp Type VIIC được Hải quân Đức Quốc Xã chế tạo trong Chiến tranh Thế giới thứ hai. Nhập biên chế năm 1941, nó đã thực hiện được bốn chuyến tuần tra, đánh chìm được ba tàu buôn với tổng tải trọng 12.045 GRT, đồng thời gây hư hại cho một tàu buôn tải trọng 5.496 GRT. Trong chuyến tuần tra cuối cùng, U-438 bị tàu sà lúp HMS Pelican của Hải quân Hoàng gia Anh đánh chìm trong Bắc Đại Tây Dương về phía Tây Bắc Newfoundland vào ngày 6 tháng 5, 1943.

## Thiết kế và chế tạo

### Thiết kế

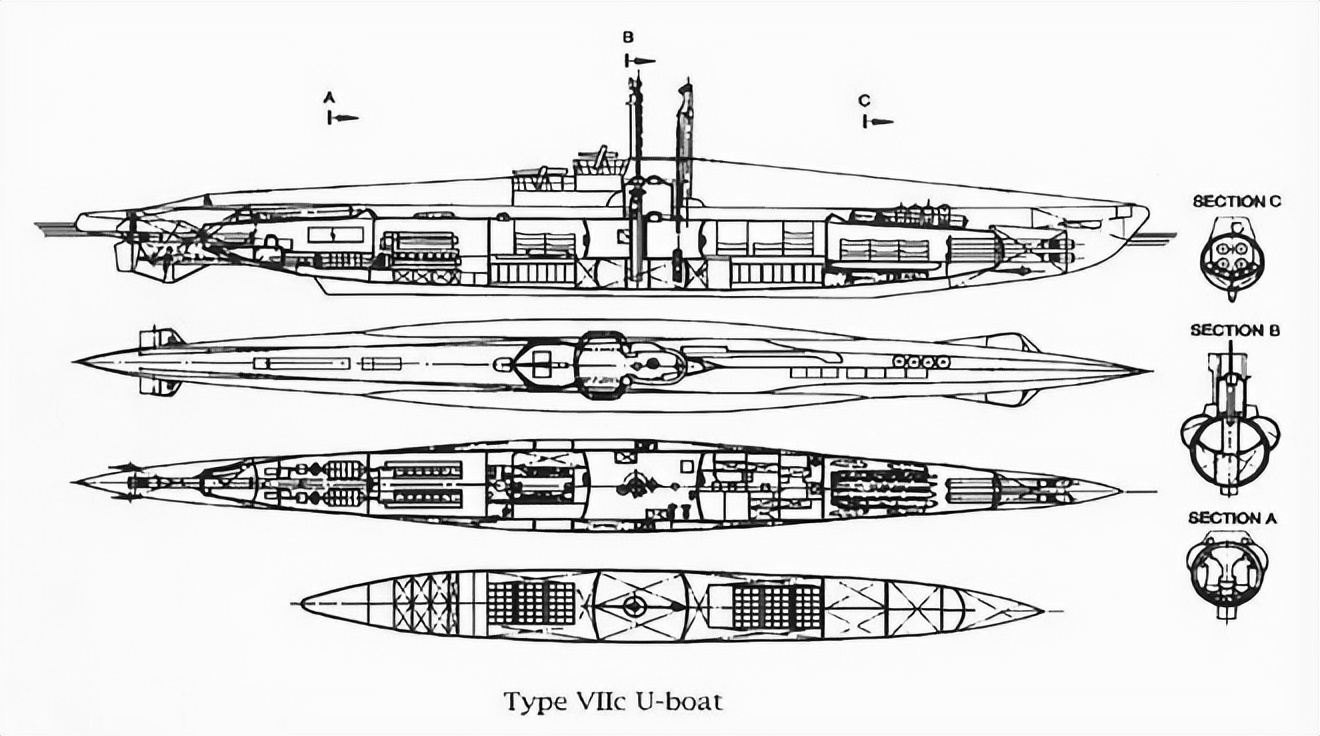
Sơ đồ các mặt cắt một tàu ngầm Type VIIC

Phân lớp VIIC của Tàu ngầm Type VII là một phiên bản VIIB được kéo dài thêm. Chúng có trọng lượng choán nước 769 t (757 tấn Anh) khi nổi và 871 t (857 tấn Anh) khi lặn). Con tàu có chiều dài chung 67,10 m (220 ft 2 in), lớp vỏ trong chịu áp lực dài 50,50 m (165 ft 8 in), mạn tàu rộng 6,20 m (20 ft 4 in), chiều cao 9,60 m (31 ft 6 in) và mớn nước 4,74 m (15 ft 7 in).
Chúng trang bị hai động cơ diesel Germaniawerft F46 siêu tăng áp 6-xy lanh 4 thì, tổng công suất 2.800–3.200 PS (2.100–2.400 kW; 2.800–3.200 bhp), dẫn động hai trục chân vịt đường kính 1,23 m (4,0 ft), cho phép đạt tốc độ tối đa 17,7 kn (32,8 km/h), và tầm hoạt động tối đa 8.500 nmi (15.700 km) khi đi tốc độ đường trường 10 kn (19 km/h). Khi đi ngầm dưới nước, chúng sử dụng hai động cơ/máy phát điện Garbe, Lahmeyer & Co. RP 137/c  tổng công suất 750 PS (550 kW; 740 shp). Tốc độ tối đa khi lặn là 7,6 kn (14,1 km/h), và tầm hoạt động 80 nmi (150 km) ở tốc độ 4 kn (7,4 km/h). Con tàu có khả năng lặn sâu đến 230 m (750 ft).
Vũ khí trang bị có năm ống phóng ngư lôi 53,3 cm (21 in), bao gồm bốn ống trước mũi và một ống phía đuôi, và mang theo tổng cộng 14 quả ngư lôi, hoặc tối đa 22 quả thủy lôi TMA, hoặc 33 quả TMB. Tàu ngầm Type VIIC bố trí một hải pháo 8,8 cm SK C/35 cùng một pháo phòng không 2 cm (0,79 in) trên boong tàu. Thủy thủ đoàn bao gồm 4 sĩ quan và 40-56 thủy thủ.

### Chế tạo
U-438 được đặt hàng vào ngày 16 tháng 10, 1941, và được đặt lườn tại xưởng tàu Schichau-Werke ở Danzig (nay là Gdańsk thuộc Ba Lan) vào ngày 25 tháng 4, 1940. Nó được hạ thủy vào ngày 6 tháng 9, 1941, và nhập biên chế cùng Hải quân Đức Quốc Xã vào ngày 22 tháng 11, 1941 dưới quyền chỉ huy của Hạm trưởng, Đại úy Hải quân Rudolf Franzius.

## Lịch sử hoạt động

### 1942
Thành phố Berlin đã đỡ đầu cho con tàu, và đặt cho nó cái tên danh dự U-438 Berlin. Sau khi hoàn tất việc huấn luyện trong thành phần Chi hạm đội U-boat 8, U-438 được điều sang Chi hạm đội U-boat 9 từ ngày 1 tháng 8, 1942 để hoạt động trên tuyến đầu.

#### Chuyến tuần tra thứ nhất
U-438 khởi hành từ cảng Kiel, Đức vào ngày 1 tháng 8, 1942 cho chuyến tuần tra đầu tiên trong chiến tranh. Nó tiến ra Bắc Hải, rồi băng qua khe GI-UK giữa quần đảo Faroe và Iceland để vòng qua quần đảo Anh và hoạt động trong vùng biển Bắc Đại Tây Dương. Vào ngày 10 tháng 8, nó phối hợp cùng tàu ngầm U-660 phóng ngư lôi tấn công Đoàn tàu SC-94 ở vị trí về phía Nam Iceland, đánh chìm các tàu buôn Hy Lạp Condylis 4.439 GRT tại tọa độ 57°00′B 22°30′T / 57°B 22,5°T, và tàu buôn Anh Oregon 6.008 GRT tại tọa độ 57°05′B 22°41′T / 57,083°B 22,683°T.
Từ ngày 22 tháng 8, U-438 phát hiện và theo dõi Đoàn tàu ON 122 cho đến ngày 25 tháng 8, khi nó phóng ngư lôi tấn công, đánh chìm được tàu buôn Na Uy Trolla 1.598 GRT tại tọa độ 48°55′B 35°10′T / 48,917°B 35,167°T. Vài giờ sau đó, lúc đang di chuyển trên mặt nước, chiếc tàu ngầm bị tàu corvette Na Uy HNoMS Eglantine phát hiện qua radar, và bị tấn công bằng hải pháo và sau đó bằng mìn sâu. U-438 phải lặn khẩn cấp để né tránh, nhưng sau đó buộc phải trồi lên mặt nước sau khi khoang phía mũi bị ngập nước. Chiếc U-boat không thể lặn, nhưng lẫn tránh và thoát được nhờ sương mù dày đặc. Nó sửa chữa tạm thời, và quay trở về đến cảng Brest bên bờ Đại Tây Dương của Pháp đã bị Đức chiếm đóng, đến nơi vào ngày 3 tháng 9.

#### Chuyến tuần tra thứ hai
U-438 khởi hành từ Brest vào ngày 6 tháng 10 cho chuyến tuần tra thứ hai, và đã hoạt động tại vùng biển Bắc Đại Tây Dương về phía Đông Newfoundland, Canada. Ở vị trí khoảng 450 nmi (830 km) về phía Đông đảo Belle, Newfoundland vào ngày 2 tháng 11, nó đã tấn công Đoàn tàu SC-107 và phóng ngư lôi tấn công chiếc tàu buôn Anh Hartington 5.496 GRT. Vốn trước đó đã trúng ngư lôi phóng từ tàu ngầm U-522, Hartington chỉ bị hư hại thêm mà không chìm, cho đến khi bị tàu ngầm U-521 phóng ngư lôi kết liễu hai giờ sau đó. U-438 kết thúc chuyến tuần tra và quay trở về căn cứ Brest vào ngày 19 tháng 11.

### 1943

#### Chuyến tuần tra thứ ba
Chuyến tuần tra tiếp theo của U-438 kéo dài từ ngày 31 tháng 12, 1942 đến ngày 16 tháng 2, 1943, khi chiếc tàu ngầm rời cảng Brest để hoạt động trong khu vực Bắc Đại Tây Dương về phía Đông Nam Greenland. Tuy nhiên nó đã không đánh chìm được mục tiêu nào.

#### Chuyến tuần tra thứ tư – Bị mất
Thay thế cho Đại úy Hạm trưởng Rudolf Franzius mắc bệnh, Thiếu tá Hải quân Heinrich Heinsohn, nguyên hạm trưởng tàu ngầm U-573, tiếp nhận quyền chỉ huy U-438 từ ngày 31 tháng 3. Nó khởi hành từ Brest vào ngày hôm sau cho chuyến tuần tra thứ tư, cũng là chuyến cuối cùng, để hoạt động tại Bắc Đại Tây Dương về phía Đông Nam Greenland.  Vào ngày 4 tháng 5, chiếc tàu ngầm bị một thủy phi cơ PBY Catalina thuộc Liên đội 5 Không quân Hoàng gia Anh tấn công ở vị trí khoảng 200 nmi (370 km) về phía Nam Greenland; hỏa lực phòng không của con tàu đã chống trả, và nó bị hư hại nhẹ. Hai ngày sau đó, tàu sà lúp HMS Pelican của Hải quân Hoàng gia Anh đã thả mìn sâu tấn công, đánh chìm U-438 ở vị trí về phía Đông Bắc Newfoundland, tại tọa độ 52°00′B 45°10′T / 52°B 45,167°T. Toàn bộ 48 thành viên thủy thủ đoàn của U-438 đều đã tử trận.

### "Bầy sói" tham gia
U-438 từng tham gia mười bầy sói:
- Lohs (11 – 25 tháng 8, 1942)
- Tümmler (6 – 9 tháng 10, 1942)
- Panther (13 – 20 tháng 10, 1942)
- Veilchen (20 tháng 10 – 5 tháng 11, 1942)
- Habicht (11 – 19 tháng 1, 1943)
- Haudegen (19 tháng 1 – 8 tháng 2, 1943)
- Adler (11 – 13 tháng 4, 1943)
- Meise (13 – 22 tháng 4, 1943)
- Specht (22 tháng 4 – 4 tháng 5, 1943)
- Fink (4 – 6 tháng 5, 1943)

### Tóm tắt chiến công
U-438 đã đánh chìm được ba tàu buôn với tổng tải trọng 12.045 GRT, đồng thời gây hư hại cho một tàu buôn tải trọng 5.496 GRT:
| Ngày             | Tên tàu    | Quốc tịch      | Tải trọng | Số phận      |
| ---------------- | ---------- | -------------- | --------- | ------------ |
| 10 tháng 8, 1942 | Condylis   | Greece         | 4.439     | Bị đánh chìm |
| 10 tháng 8, 1942 | Oregon     | United Kingdom | 6.008     | Bị đánh chìm |
| 25 tháng 8, 1942 | Trolla     | Norway         | 1.598     | Bị đánh chìm |
| 2 tháng 11, 1942 | Hartington | United Kingdom | 5.496     | Bị hư hại    |